# Георг IV фон Херберщайн
Георг IV фон Херберщайн (на немски: Georg IV, Herr von Herberstein zu Neuburg; * 1469; † 4 март 1528) е австрийски благородник от род Херберщайн в замък Нойберг/Нойбург в Щирия.

## Произход
Той е големият син на Леонард фон Херберщайн (1441 – 1511), господар на Гутенхаг, и съпругата му Барбара фон Линц и Луег († 1491/1499), дъщеря на бургграф Николас фон Луег и Лайнц и Маргарета Щайнер. Потомък е на Ото I ван Херберщайн (* ок. 1288; † 1338). Брат е на граф Йохан (Ханс) фон Херберщайн (1472 – 1535), господар на Нойбург, Маренфелс и Фюрстенфелд.
Фамилията се нарича на техния дворец Херберщайн, през 1537 г. е издигната на имперски фрайхерен, през 1644 г. на австрийски наследствени графове и през 1710 г. на имперски граф.
- Дворец Херберщайн, Щирия 
(от 1290 до днес)
- Замък Нойберг/Нойбург

## Фамилия
Георг IV фон Херберщайн-Нойбург се жени на 13 август 1497 г. за Маргарет фон Ротал († 14 октомври 1518), дъщеря на Кристофер фон Ротал и Катерина Потенбрун. Те имат децата:
- Георг Андреас фон Херберщайн († 1543), женен за Хелена фон Пьочах; имат дъщеря
- Рупрехт фон Херберщайн, женен за Хелена Фигер; имат дъщеря
- Кордула фон Херберщайн-Нойбург (* 4 юли 1500; † 17 март 1543), омъжена 1513 г. за фрайхер Зибалд II Пьогл фон Рефенщайн († 1 юни 1540)
- Георг VI фон Херберщайн (* 18 юли 1501; † 18 септември 1560), фрайхер, женен на 27 юли 1514 г. за Барбара Шрот фон Киндберг († 1532), дъщеря на Ахац Шрот фон Киндберг († 1550) и Катерина фон Вайсбриах; имат двама сина
- Георг Зигизмунд фон Херберщайн (* 18 юли 1518; † 8 февруари 1578), фрайхер, женен 1542 г. за Маргарета ван Пьортшах (* ок. 1520); имат двама сина и дъщеря